# 赵三多
赵三多（1841年—1902年），清朝义和团首领。字祝盛，人称赵老祝，又名赵洛珠、赵老珠，或赵老朱、赵老诸。直隶（今河北）威县沙柳寨人。义和拳拳師，多次舉事，自稱反抗洋人，力倡扶清灭洋，後被袁世凯拘捕，卒於獄中。

## 簡介
世代务农。自幼习武術，後成武师，擅长梅花拳（后称义和拳）。
光绪二十一年（1895年），他在直隶、山东两省交界地区各村镇广设拳场，收徒入“梅花拳”达两千余人。山东冠县梨园屯发生外国基督教会势力勾结官府，强拆玉皇庙以改建教堂事件，村民大哗，群起抗拒，应阎书勤、高元祥等人邀请率众声援。
光绪二十二年二月二十日（1896年4月2日）在梨园屯召集大会，汇集各路拳民三千余人，设场亮拳三天，向地方官府和教会势力示威，声势大振。
光绪二十三年（1897年）在梨园屯与阎书勤等“十八魁”联合，改称义和拳。
光绪二十四年九月初十日（1898年10月24日），他再次应约前往冠县蒋家庄（今属河北威县）集众三千多人，首举义旗，改名义和团，自称旗首。树“扶清灭洋”旗帜，攻打教堂。后与清军接战失利，率众突围。他带领余部到临清隐藏多日。
光绪二十六年（1900年）率团民在直隶阜成和山东临清等地多次攻打教堂，遭清军及教堂武装夹击死伤惨重。后率众转战冀南、冀中，打击教会势力，开展“均粮”斗争。八国联军攻陷北京后，后辗转至广宗县加入景廷宾义军。
光绪二十八年（1902年）4月又在巨鹿宣布起义，竖“扫清灭洋”旗职。景廷宾被推为龙团大元帅，赵三多被推为主将（一说先锋）。每遇战事，赵三多不顾年事已高，总是执黑旗冲锋在前。赵三多起义被袁世凯镇压后，因武举范秉纲告密而被捕，在狱中绝食而死。